# Penaeopsis challengeri
Penaeopsis challengeri is een tienpotigensoort uit de familie van de Penaeidae. De wetenschappelijke naam van de soort is voor het eerst geldig gepubliceerd in 1911 door De Man.